# ماليوتينام (كيبك)
ماليوتينام (بالإنجليزية: Maliotenam)‏ هي Indian reserve in Canada تقع في كندا في Côte-Nord. يقدر عدد سكانها بـ 1,316 نسمة ومساحتها 5.20 كم2 .